# 피트 리저
해럴드 패트릭 리저(영어: Harold Patrick Reiser, 1919년 3월 17일~1981년 10월 25일)는 "피스톨 피트"(영어: Pistol Pete)라는 별명으로 알려진 미국의 프로 야구 선수이자 코치로, 1940년대와 1950년대에 메이저 리그 베이스볼(MLB)에서 외야수로 뛰었다. 브루클린 다저스를 비롯해 보스턴 브레이브스, 피츠버그 파이리츠, 클리블랜드 인디언스 등지에서 선수 생활을 했다.